# كروشن
كروشن قرية مغربية تتواجد في قلب جبال الأطلس المتوسط على بعد 62 كيلومترا من عاصمة الأطلس، مدينة خنيفرة. وعلى بعد 190 كلم من مدينة مكناس. وتتموضع على ارتفاع 1400 متر عن مستوى سطح البحر في موقع جغرافي يتميز بالعزلة وصعوبة المسالك المؤدية اليه لكنه رغم ذلك يمتاز في الوقت نفسه بمناظر طبيعية خلابة حيث تحيط الجبال بالقرية من كل جانب وهي مغطاة بغابات البلوط الأخضر (السنديان). وفي السفوح تنتشر الاحراش، أما الوديان فتحيط بها شجيرات الدفلة التي تزهر مع بداية موسم الحصاد ولكن ما يضفي عليها طابع الجمالية هو اشجار الأرز الباسقة التي تغطي قمم الجبال المنتصبة فتبدو منتظمة بشكل متناسق تزيد من روعتها الثلوج التي تكسوها في فصل الشتاء. تتصل بقرية القباب (على بعد28 كيلومتر) من جهة الجنوب الغربي عبر طريق معبدة لكنها متهالكة مليئة بالحفر ضيقة ووعرة شقت منذ عهد الحماية الفرنسية ولم تعرف أي إصلاح منذ زمن بعيد، أما من جهة الشرق فترتبط بمدينة بومية(على بعد 28 كيلومتر) عبر ممر جبلي يتميز بوعورته والتواءاته ويسمى باللهجة المحلية بتيزي نغشو ويقع على ارتفاع يناهز 1950 متراغالبا ما تغطيه الثلوج في موسم الشتاء فتقطع الطريق امام المرور لعدة أيام أما باقي المناطق فتتصل بها عبر مسالك وعرة ومنها مركز أغبالو البعيدة ب 20 كلم من جهة الجنوب، ثم مركز إيتزر على مسافة مماثلة تقريبا..ولكن هذه المسالك مفيدة لمحبي الرياضات الجبلية، ولهواة المغامرة ولذلك تعتبر قبلة للسائح الاوربي الباحث عن المتعة في مثل هذه المسالك.
يصل عدد سكان جماعة كروشن إلى حوالي سبعة آلاف نسمة جلهم من الأمازيغ منهم حوالي 2000 نسمة في كروشن المركز والباقي في المناطق الجبلية المحيطة بها.يتميز معظمهم بطابعهم البدوي الاصيل من حيث لبس الجلباب أو وضع البرنس بالنسبة للرجال أما النساء فلا زال أغلبهن يلتزمن بوضع اللحاف على اجسادهن.